# Vatxe de Kakhètia
Vatxe I de Kakhètia (en georgià: ვაჩე ; mort l'any 839) fou un príncep de Kakhètia del 827 a 839.
Vatxe era fill d'un noble de nom Joan Kvabulidzé. Fou elegit l'any 827 « Corbisbe » a la mort de Grigol de Kakhètia gràcies al suport dels clans gardabanians.
Governa fins a la seva mort l'any 839 i fou reemplaçat per Samuel de Kakhètia o Samuel Donauri.